# 조회 (전한)
조회(趙恢, ? ~ ?)는 전한 말기의 관료로, 자는 군향(君向)이다.

## 행적
원시 원년(1년), 우보도위(右輔都尉)에서 우부풍으로 승진하였으나, 이듬해에 면직되었다.

## 출전
- 반고, 《한서》 권19하 백관공경표 下

| 전임 필유 | 전한의 우부풍 1년 ~ 2년 | 후임 무양 |